# Punk-O-Rama Vol. 2
Punk-O-Rama Vol. 2  è il secondo numero (di dieci) della raccolta omonima di brani di musica punk rock composti da diverse band accomunate dal fatto di esser tutte sotto contratto con l'etichetta discografica indipendente Epitaph Records.

## Elenco brani
Tutte le canzoni sono già state pubblicate in album dei rispettivi gruppi, eccetto due casi.
1. Descendents - Coffee mug
2. Pennywise - Perfect people
3. Pulley - Cashed in
4. Me First and the Gimme Gimmes - Only the good die young (*)
5. The Humpers - Mutate with me
6. Rancid - Side kick
7. Millencolin - Bullion
8. Voodoo Glow Skulls - El coo cooi
9. The Joykiller - Hate
10. T.S.O.L. - Code blue
11. NOFX - Whatever Didi wants
12. Down By Law - Gruesome Gary
13. Poison Idea - Just to get away
14. DFL - Throught control (*)
15. SNFU - Don't have the cow
16. Bad Religion - Give you nothing
17. New Bomb Turks - Jukebox lean

(*brano inedito)